# Оми (титул)
Оми (яп. 臣, «домашний слуга») — наследственный титул глав могущественных аристократических родов японского государства Ямато. По своей степени равнялся титулу мурадзи.
Аристократы с титулом оми имели право находиться при дворе яматосского монарха окими. Последний присваивал самому влиятельному оми титул «великого оми» — о-оми, который становился главным советником монарха и принимал непосредственное участие в управлении государством.